# Shimon ben Gamliel
Simeon ben Gamliel (I) (in ebraico שמעון בן גמליאל o רשב"ג הראשון‎?; Israele, 10 a.C. – 70 d.C.) è stato un rabbino ebreo antico, saggio Tanna, guida del popolo ebraico.
Successe a suo padre Gamaliele come Capo (nasi) del Sinedrio dopo la morte di quest'ultimo nel 50 d.C. e poco prima della distruzione del Secondo Tempio. La tradizione narra che fu ucciso dai romani, quale uno dei dieci martiri ebraici.
Simeon era uno dei diretti discendenti di Re Davide e pro-nipote di Hillel il Vecchio.
La sua tomba si trova a Kafr Kanna, a est di Haifa nella Bassa Galilea (Nord Israele), ed è stata un'importante meta di pellegrinaggio per quasi duemila anni.